# Das Glück am Horizont
Das Glück am Horizont ist eine deutsche Liebeskomödie aus dem Jahre 2008.

## Handlung
Die frisch geschiedene Finanzberaterin Maja Vogt hat genug von Männern. Um sich abzulenken, stürzt sie sich in die Arbeit. Davon gibt es genug in der Ratingagentur, die sie zusammen mit ihrer Freundin und Geschäftspartnerin Jessica Glöckner gegründet hat. Majas nächste Aufgabe ist es, die Rentabilität der Segelflugfirma Belling zu überprüfen, die rote Zahlen schreibt. Maja hegt spontan Sympathien für das traditionsreiche mittelständische Familienunternehmen in der Rhön, das seit 50 Jahren hochwertige Segelflugzeuge baut. Firmenchefin Henriette Belling und die Belegschaft wollen mit ihr kooperieren. Nur mit Henriettes Sohn, dem talentierten Flugzeugkonstrukteur Thomas, streitet sich Maja. Sie sieht ihn als selbstgefälligen Macho und Thomas hält sie für eine knallharte Buchhalterin, die sich nur für Zahlen interessiert. Die coole und kontrollierte Geschäftsfrau ist eigentlich eine Romantikerin, die sich nach einer Familie sehnt. Das weiß aber nur ihre anonyme Internet-Chat-Partnerin „Sphinx“, der Maja allabendlich ihr Herz ausschüttet. Auch ihrem Ärger über Thomas’ anmaßendes Auftreten lässt sie freien Lauf. Doch dann erweist sich Thomas von einem Tag auf den anderen als sensibel und verständnisvoll. Maja beginnt ihr negatives Urteil über Thomas zu revidieren, die beiden kommen sich immer näher – bis Maja zufällig herausfindet, wer hinter „Sphinx“ steckt.
Anfangs ist der Auftraggeber gegen eine Weiterführung des Betriebes. Dann aber entscheidet er sich um. Er gibt Maja und Thomas den Auftrag zur Weiterführung des Betriebes.

## Produktion
Die Dreharbeiten fanden unter dem Arbeitstitel Schwingen des Glücks in Fulda statt.
Die Erstausstrahlung fand am 30. Mai 2008 in Das Erste statt.

## Kritik
„Wir sehen hier nur Klischees am Horizont“